# 大原のりえ
大原 のりえ（おおはら のりえ、1964年〈昭和39年〉10月4日 - ）は、日本のラジオパーソナリティ、レポーター。ワイエムオフィス所属。

## 来歴・人物
- 大阪府出身[1]。目白学園女子短期大学卒[1]。
- 目白学園女子短大卒業後、三菱自動車のキャンペーンガールとなり[1]、優勝賞品としてミラージュと、1ヶ月間のアメリカ旅行を贈られた。アメリカ旅行時には、FM放送のラジオ番組「アメリカ音楽主義」（番組スポンサーは、三菱自動車）のレポーターを、同時に選ばれた数人のキャンペーンガールと共に担当する。
- 1985年（昭和60年）開催のつくば博では「くるま館」のコンパニオンとして出演。
- 1988年（昭和63年）からは文化放送の「決定!全日本歌謡選抜」のパーソナリティを水島裕と共に最終回まで務めた。
- 1988年（昭和63年）10月から1993年（平成5年）3月まで、テレビ朝日の「やじうまワイド」のレポーターを務める。また1993年から1996年（平成8年）6月までTBSラジオで長年に渡って放送された「ラジオはアメリカン」の3代目パーソナリティとして、こちらも最終回まで務めている。
- 現在は司会業が中心である。
- 趣味は、スキューバダイビング、スキー、ゴルフ、料理[1]。車好きであり、過去には1年間に3台の車を乗り換えたこともある。

## 過去の出演番組
- やじうまワイド　（テレビ朝日）　リポーター
  - 主に都内や関東近県の、様々な場所（例えば、「季節もの」の場所では、春には桜の名所など、そのほかには、当時の話題の場所など）に、出向いて、天気予報（情報）を交えて中継でリポートするもの。
- ラジオはアメリカン　（TBSラジオ）　3代目パーソナリティ
- 決定!全日本歌謡選抜　（文化放送）　パーソナリティ
- 所ジョージのトコロのココロ　（ニッポン放送）
- ズームUP’96 （テレビ朝日）　リポーター
- ときめき神奈川 （TVK）　リポーター

## 著書
- 『ちょっと、おでかけしてみませんか : 「やじうまワイド」リポーター大原のりえの朝のお散歩ガイド』全国朝日放送、1992年3月31日。NDLJP:13136010。